# Anton Smolski
Anton Andreevitch Smolski (en biélorusse : Антон Андрэевіч Смольскі), né le 16 décembre 1996 à Pyasochnaye, est un biathlète biélorusse, médaillé d'argent aux Jeux olympiques de 2022 à Pékin sur l'individuel.

## Carrière
Anton Smolski fait ses débuts internationaux en 2015.
Aux Championnats du monde junior 2017, à Osrblie, il remporte la médaille de bronze à la poursuite. La même année, il gagne la médaille de bronze aux Championnats d'Europe junior sur l'individuel.
Il fait ses débuts en Coupe du monde en décembre 2017. Il prend part ensuite aux Jeux olympiques d'hiver de 2018, où il se classe notamment 35e du sprint, 33e de la poursuite et 8e du relais. En janvier 2019, il marque ses premiers points en Coupe du monde à Oberhof, se classant 26e du sprint, son seul résultat de la saison dans le top 40.
Lors de la saison 2019-2020, Smolski réalise quatre top 20, dont une quinzième place sur le sprint des Championnats du monde à Antholz, qui lui permettent de grimper et terminer au 36e rang du classement général. Il poursuit sa progression au cours de l'hiver suivant, disputant sa première mass-start en toute fin de saison à Östersund et finissant 26e du classement général de la Coupe du monde 2020-2021.
En décembre 2021 à Hochfilzen, le Biélorusse déjoue les pronostics en terminant troisième du sprint, grâce à une solide course et un sans-faute au tir, signant ainsi ses premier podium et premier top 10 en Coupe du monde. Il récidive en janvier 2022 à Ruhpolding en montant à deux reprises sur la troisième marche du podium, lors du sprint et de la poursuite, deux courses remportées par le leader du classement général Quentin Fillon-Maillet,. 
Le 8 février 2022 aux Jeux olympiques de Pékin, il est l'un des deux seuls concurrents à réaliser un sans faute au tir lors de l'épreuve de l'individuel remportée par Quentin Fillon-Maillet. Cette performance lui permet de décrocher la médaille d'argent, à moins de quinze secondes du Français. 

## Palmarès

### Jeux olympiques d'hiver
| Édition / Épreuve | Individuel                         | Sprint | Poursuite | Mass start | Relais | Relais mixte |
| ----------------- | ---------------------------------- | ------ | --------- | ---------- | ------ | ------------ |
| Pyeongchang 2018  | —                                  | 35e    | 33e       | —          | 8e     | —            |
| Pékin 2022        | Médaille d'argent, Jeux olympiques | 10e    | 14e       | 17e        | 8e     | 6e           |

Légende : 
- — : non disputée par Smolski

### Championnats du monde
| Édition / Épreuve       | Individuel | Sprint | Poursuite | Mass start | Relais | Relais mixte | Relais mixte simple |
| ----------------------- | ---------- | ------ | --------- | ---------- | ------ | ------------ | ------------------- |
| Östersund 2019          | 58e        | 77e    | —         | —          | 10e    | 13e          | —                   |
| Antholz-Anterselva 2020 | 34e        | 15e    | 38e       | —          | 9e     | 12e          | —                   |
| Pokljuka 2021           | 29e        | 33e    | 34e       | —          | 9e     | 14e          | —                   |

Légende :
- — : non disputée par Smolski

### Coupe du monde
- Meilleur classement général : 26e en 2021.
- 6 podiums[6] :
- 4 podiums individuels : 1 deuxième place et 3 troisièmes places.
- 1 podium en relais : 1 troisième place.
- 1 podium en relais mixte : 1 victoire.

 Dernière mise à jour le 8 février 2022 

#### Classements en Coupe du monde
| Saison    | Individuel | Individuel | Sprint | Sprint   | Poursuite | Poursuite | Mass start | Mass start | Général | Général  |
| Saison    | Points     | Position   | Points | Position | Points    | Position  | Points     | Position   | Points  | Position |
| --------- | ---------- | ---------- | ------ | -------- | --------- | --------- | ---------- | ---------- | ------- | -------- |
| 2017-2018 | -          | nc         | -      | nc       | -         | nc        |            |            | -       | nc       |
| 2018-2019 | -          | nc         | 15     | 70e      | -         | nc        |            |            | 15      | 87e      |
| 2019-2020 | 13         | 53e        | 90     | 27e      | 30        | 42e       |            |            | 133     | 36e      |
| 2020-2021 | 35         | 32e        | 113    | 25e      | 69        | 30e       | 22         | 35e        | 264     | 26e      |

### Championnats du monde junior
- Médaille de bronze de la poursuite en 2017.

### Championnats d'Europe junior
- Médaille de bronze de l'individuel en 2017.